# Zajednički jetreni vod
Zajednički jetreni vod (lat. ductus hepaticus communis) vod je koji nastaje spajanjem lijevog jetrenog voda (lat. ductus hepaticus sinister) i desnog jetrenog voda (lat. ductus hepaticus dexter). 
- Vena porta i njeni ogranci
- žučni mjehur i žučni vodovi

Zajednički jetreni vod spaja se s vodom žučnog mjehura (lat. ductus cysticus) i zajedno oblikuju glavni žučovod (lat. ductus choledochus) koji se u zidu duodenuma spaja s velikim vodom gušterače (lat. ductus pancreaticus major) te se ulijevaju skupa u duodenum. Oddijev sfinkter regulira prolazak žuči i sokova gušterače u duodenum i kontrolira protok probavnih sokova kroz kratki zajednički vod.
Zajedno s ductus cysticus i arteria cystica formira Callotov trokut kojeg čine elementi koji moraju biti identificirani na operaciji.
Zajednički jetreni vod dug je 6-8 cm, a širok oko 6 mm.